# Jean-Pierre Petit
Pour les articles homonymes, voir Petit et Jean-Pierre Petit (homonymie).
Jean-Pierre Petit, né le 5 avril 1937 à Choisy-le-Roi (France), est un ingénieur, physicien et vulgarisateur scientifique français ayant fait carrière au CNRS et ayant travaillé à l'observatoire de Marseille. Ses recherches ont porté d'abord sur la magnétohydrodynamique ou MHD (mariage de la mécanique des fluides et de l'électromagnétisme), puis sur l'astrophysique théorique.
Il est connu du grand public pour ses bandes dessinées, en particulier sa série de vulgarisation scientifique Anselme Lanturlu, publiée à partir de 1979.
À partir des années 1990, il publie plusieurs livres dans le domaine de l'ufologie (notamment sur l’affaire Ummo, reconnue comme étant une supercherie par son auteur en 1992) et soutient la thèse de contacts avec des extraterrestres. 
Ses observations sur les attentats du 11 septembre 2001 et sur le tsunami du 26 décembre 2004 ont été qualifiées de complotistes par le site Conspiracy Watch.

## Biographie

### Famille
Jean-Pierre Petit, né à l'état-civil Jean-Pierre Lévy, prend en 1939 le patronyme Petit, lequel sera officialisé à sa demande.

### Études
À l’issue de ses études secondaires effectuées au lycée Carnot de Paris, Jean-Pierre Petit après son baccalauréat entre en classe préparatoire scientifique au lycée Condorcet. 
Il intègre ensuite l'École nationale supérieure de l'aéronautique et de l'espace (Supaéro), où il se spécialise en mécanique des fluides, et obtient son diplôme d'ingénieur en 1961.

### Carrière
En 1965, il entre, en qualité d'ingénieur de recherche, à l'Institut de mécanique des fluides de Marseille, laboratoire associé au CNRS. Il y effectue ses premières recherches en magnétohydrodynamique (MHD), envisagée à l'époque comme moyen de produire de l'énergie et de propulser des navires. 
En 1972, il soutient, à l'université de Marseille, une thèse sur l'« application de la théorie cinétique des gaz à la physique des plasmas et à la dynamique des galaxies » et obtient le grade de docteur ès sciences physiques et sa titularisation en tant qu'attaché de recherche au CNRS. 
En 1974, Il abandonne officiellement la recherche expérimentale en MHD et entre à l'Observatoire de Marseille, où il se reconvertit dans la recherche théorique en astrophysique et en cosmologie. 
En 1987, un étudiant passe sous sa direction une thèse sur la MHD.
En 1990, il devient directeur de recherche au CNRS.

### Recherches et publications
Ayant découvert, vers 1975, grâce à un ami astronome, Maurice Viton, les prétendues lettres des Ummites, habitants de la planète Ummo dans la constellation de la Vierge, Jean-Pierre Petit, transporté à l'idée de découvrir de nouveaux moyens de propulsion dans l'espace, s'en inspire pour entreprendre de nouvelles expériences (réussies) de magnétohydrodynamique. Leur succès confirme à ses yeux l'authenticité des lettres. 
Il publie toute une série d'articles  dans les revues Comptes rendus de l'Académie des Sciences (1975), International Journal of Modern Physics D (1999), Modern Physics Letters A (2015), Astrophysics and Space Science (2018) et Nuovo Cimento.
Dans ces articles théoriques publiés dans ces revues internationales, il développe un modèle cosmologique bimétrique original nommé « modèle Janus » ; ce modèle a fait l'objet d'une critique mathématique par l'académicien Thibault Damour en 2022.

### Positions controversées
Favorable à l'hypothèse extraterrestre des ovnis, il publie à partir des années 1990 des livres consacrés à l'ufologie, à commencer, en 1990,  par Enquête sur les OVNI : voyage aux frontières de la science, essai où il reproche aux milieux scientifiques leur peur d'engager des recherches susceptibles de conduire à des innovations et aux ufologues leur incompréhension de ses idées. « L'ouvrage est accueilli par un silence de mort ».
S'étant pris d'intérêt, en 1974, pour l'affaire Ummo (que son auteur, José Luis Jordán Peña, reconnaîtra en 1992 comme étant une supercherie), il publie, en 1991, chez Albin Michel, Enquête sur les extraterrestres qui sont déjà parmi nous : le mystère des Ummites, livre qui sera un très grand succès de librairie avec 100 000 exemplaires vendus et fera l'objet d'articles dans les magazines grand public VSD (5 septembre 1991) et Paris-Match (12 décembre 1991). Lui-même sera invité à la télévision par André Bercoff et par Patrick Poivre d'Arvor. Sur ce même sujet, il publiera, en 1995, chez le même éditeur, Le mystère des Ummites : une science venue d'une autre planète. 
En 2017, 2018, 2020 et 2022, il publie quatre enquêtes en collaboration avec l'ancien journaliste et présentateur de télévision Jean-Claude Bourret : L'Extraordinaire découverte, Contacts cosmiques, Le métaphysicon, et Recherche scientifique : un naufrage mondial.

### Vulgarisation scientifique
Les premières bandes dessinées de Jean-Pierre Petit, intitulées Le Voyage du Maxiflon et Le Secret du Maelström, sont publiées au début des années 1970 dans le Journal de Spirou sous le pseudonyme Lartie Shaw.
Sous le pseudonyme de Mylos, il dessine une série de planches satiriques publiées dans le magazine hebdomadaire français L'Express. Il commence la rédaction des Aventures d'Anselme Lanturlu, une série de « bandes dessinées scientifiques », dont les premiers ouvrages paraissent en 1979.

### Critiques de Conspiracy Watch
Selon Conspiracy Watch, Jean-Pierre Petit a soutenu des thèses conspirationnistes : 
- d'une part sur  l'attentat du 11 septembre 2001 sur le Pentagone, s'étonnant en tant qu'ingénieur en aéronautique qu'un Boeing rempli de kérosène puisse pénétrer par une baie de la façade sans rebondir ni brûler la pelouse[11],
- d'autre part sur le tsunami du 26 décembre 2004, estimant possible que celui-ci ait été déclenché indirectement par les États-Unis[11],[12].

## Publications

### Articles
- Jean-Pierre Petit et G. Monnet, « Axisymmetrical elliptical solution of the couple Vlasov plus Poisson equations », Colloque international du CNRS n°241 sur la dynamique des galaxies, Bures-sur-Yvette, Institut des Hautes Études Scientifiques,‎ juin 1974 (lire en ligne).
- Jean-Pierre Petit, Un convertisseur MHD d'un genre nouveau, dans Comptes rendus de l'académie des sciences, 281, série B, 1975, p. 157
- Jean-Pierre Petit et Pierre Midy, « Scale invariant cosmology », International Journal of Modern Physics D,‎ septembre 1999, p. 271-289 (DOI 10.1142/S0218271899000213).
- Jean-Pierre Petit et Gilles d'Agostini, « An alternative model, explaining the VLS, created by the gravitational interaction of two matter populations, one composed of positive mass and the other of negative mass », Journal of Physics: Conference Series, vol. 490,‎ mars 2014 (DOI 10.1088/1742-6596/490/1/012096)
- Jean-Pierre Petit et Gilles d'Agostini, « Cancellation of the central singularity of the Schwarzschild solution with natural mass inversion process », Modern Physics Letters A,‎ février 2015 (DOI 10.1142/S0217732315500510).
- Jean-Pierre Petit et Gilles d'Agostini, « Lagrangian derivation of the two coupled field equations in the Janus cosmological model », Astrophysics and Space Science, vol. 357,‎ avril 2015 (DOI 10.1007/s10509-015-2250-6).
- Jean-Pierre Petit, « A Symplectic Cosmological Model », Progress in Physics,‎ 2018 (lire en ligne).
- Jean-Pierre Petit et Gilles d'Agostini, « Constraints on Janus Cosmological model from recent observations of supernovae type Ia », Astrophysics and Space Science, vol. 363, no 7,‎ juillet 2018 (lire en ligne).
- (en) Jean-Pierre Petit, Florent Margnat, Hicham Zejli, « A bimetric cosmological model based on Andreï Sakharov’s twin universe approach », The European Physical Journal C,‎ 1er novembre 2024 (lire en ligne)

### Ouvrage collectif
- Kenneth Appel (dir.) et al., Les progrès des mathématiques, Paris, Pour la science Diffusion, Libr. Belin, 1980, 167 p. (ISBN 2-902918-14-3), « Le retournement de la sphère de Jean-Pierre Petit et Bernard Morin », p. 32-45.

### Livres
- L'Informatique : premier contact, Paris, CEDIC/Nathan, 1984, 79 p. (ISBN 2-7124-0608-7).
- Pangraphe : dessins en trois dimensions, programmes en basic pour Apple II, Lagny-sur-Marne, Ed. du P.S.I, 1984, 125 p. (ISBN 2-86595-157-X).
- Enquête sur les OVNI : voyage aux frontières de la science, Paris, A. Michel, 1990, 382 p. (ISBN 2-226-04120-6).
- Enquête sur des extra-terrestres qui sont déjà parmi nous : le mystère des Ummites, Paris, Albin Michel, 1991, 221 p. (ISBN 2-226-05515-0) + Enquête sur des extra-terrestres qui sont déjà parmi nous : le mystères des Ummites, Paris, Éd. J'ai lu, coll. « L'Aventure mystérieuse » (no 3438), 1993, 251 p. (ISBN 2-277-23438-9).
- Le mystère des Ummites : une science venue d'une autre planète, Paris, A. Michel, 1995, 349 p. (ISBN 2-226-07845-2).
- Les Enfants du diable : la guerre que nous préparent les scientifiques, Paris, A. Michel, 1995, 311 p. (ISBN 2-226-07632-8).
- Jean-Pierre Petit (préf. Jean-Claude Pecker), On a perdu la moitié de l'univers, Paris, Albin Michel, 1997, 183 p. (ISBN 2-226-09393-1) + On a perdu la moitié de l'univers, Paris, Hachette Littératures, 2001, 183 p. (ISBN 2-01-278935-8).
- Ovnis et armes secrètes américaines : l'extraordinaire témoignage d'un scientifique, Paris, Albin Michel, 2003, 267 p. (ISBN 2-226-13616-9) + Ovnis et armes secrètes américaines : l'extraordinaire témoignage d'un scientifique, Paris, Librairie générale française, 2005, 350 p. (ISBN 2-253-11494-4).
- L'année du contact : d'autres intelligences sont-elles à l'œuvre dans l'Univers ?, Paris, Albin Michel, 2004, 181 p. (ISBN 2-226-15136-2).
- Ovnis et science : les aventuriers de la recherche, Paris (83 Av. d'Italie, 75013), UFO-science, 2008, 172 p. (ISBN 978-2-9532696-0-4).
- OVNI le message, édition à compte d'auteur, 2009 (ISBN 978-2-918564-00-3) édité erroné.
- OVNI et science : ce qu'ont découvert les scientifiques, UFO-science, 2010 (ISBN 978-2-918564-02-7) édité erroné.
- Jean-Claude Bourret et Jean-Pierre Petit, OVNI, l'extraordinaire découverte, Paris, Guy Trédaniel, février 2017, 381 p. (ISBN 978-2-8132-1390-7, EAN 9782813213907).
- Jean-Claude Bourret et Jean-Pierre Petit, Contacts cosmiques : jusqu'où peut-on penser trop loin ?, Paris, Guy Trédaniel, octobre 2018, 400 p. (ISBN 978-2-8132-1811-7, EAN 9782813218117).
- Jean-Claude Bourret (texte) et Jean-Pierre Petit (texte, illustrations), Métaphysicon : Nous avons une âme, qui survit après notre mort. Cela se démontre scientifiquement., Paris, Guy Trédaniel, septembre 2020, 264 p. (ISBN 978-2-8132-2328-9, EAN 9782813223289).
- Jean-Claude Bourret (texte) et Jean-Pierre Petit (texte, illustrations), Recherche scientifique : Un naufrage mondial, Paris, Guy Trédaniel, mai 2022, 412 p. (ISBN 978-2-8132-2529-0, EAN 9782813225290).

### Bandes dessinées
- Deux récits du personnage Achille Molybdène, un savant à l'ancienne, créé pour le Journal de Spirou sous le pseudonyme Lartie Shaw, jamais publiés en album :
  - Le voyage du Maxiflon, paru en 1969 du no 1619 au no 1626.
  - Le Secret du Maelström, paru en 1971 du no 1730 au no 1737.

- Les aventures d'Anselme Lanturlu. Cette série de vulgarisation scientifique sur des sujets variés (relativité, cosmologie, MHD, topologie, géométrie…) diffusée de 1980 à 2005.

1. Le géométricon, Belin, Paris, 1979, 1980  (ISBN 2-7011-0372-X) : géométrie des espaces courbes (en)
2. Si on volait ?, Belin, Paris, 1980  (ISBN 2-7011-0368-1), retitré par l'auteur L'aspirisouffle : mécanique des fluides subsoniques
3. L'informagique, Belin, Paris, 1980  (ISBN 2-7011-0376-2) : initiation à l'informatique
4. Le trou noir, Belin, Paris, 1981  (ISBN 2-7011-0389-4) : relativité générale
5. Tout est relatif, Belin, Paris, 1981  (ISBN 2-7011-0388-6) : relativité restreinte
6. Big bang, Belin, Paris, 1982  (ISBN 2-7011-0390-8) : genèse de l'Univers
7. À quoi rêvent les robots ?, Belin, Paris, 1982  (ISBN 2-7011-0456-4) : robotique
8. Le mur du silence, Belin, Paris, 1983  (ISBN 2-7011-0467-X) : magnétohydrodynamique
9. Elle court, elle court, l'inflation, Belin, Paris, 1983  (ISBN 2-7011-0485-8), retitré par l'auteur L'économicon : économie
10. Énergétiquement vôtre, Belin, Paris, 1984  (ISBN 2-7011-0494-7) : nucléaire
11. Cosmic story, Belin, Paris, 1985  (ISBN 2-7011-0489-0) : histoire des idées en cosmologie
12. Le topologicon, Belin, Paris, 1985  (ISBN 2-7011-0466-1) : topologie
13. Mille milliards de soleils !, Belin, Paris, 1986  (ISBN 2-7011-0469-6) : astrophysique
14. Et pour quelques ampères de plus, Belin, Paris, 1989  (ISBN 2-7011-1277-X) : électromagnétisme
15. Le Logotron, Présence (Sisteron), 1990 -  (ISBN 2-901696-52-X) : linguistique et logique (théorie de Gödel) ; à ne pas confondre avec « Le Logotron informatique » du même auteur, livre d'initiation à la programmation en Basic paru aux éditions du P.S.I. en 1984[13]
16. Joyeuse apocalypse, Présence (Sisteron), 1990 -  (ISBN 2-901696-53-8) : histoire des principes technologiques des armes depuis la préhistoire
17. Le chronologicon, Présence (Sisteron), 1990 -  (ISBN 2-901696-54-6) : le temps en cosmologie
18. Opération Hermès, Présence (Sisteron), 1990 -  (ISBN 2-901696-55-4) retitré par l'auteur Le tour du monde en quatre-vingts minutes : astronautique
19. Le spondyloscope, Magazine Belle Santé, 2005 : le poignet

- La passion verticale, Eurocopter, 2007.
- Jean-Pierre Lévy (ill. Jean-Pierre Petit), La Bible en bande dessinée : version non censurée, Paris, Éditions Tatamis, 2011, 567 p. (ISBN 978-2-917617-17-5).
- Jean-Pierre Petit, L'Ambre et le Verre – histoire de l'électricité, Association Science et Culture pour Tous et 1 000 exemplaires par la Fondation Free, 2010, 64 p. (ISBN 978-2-918564-01-0 et 2-918564-01-X).
- La folle histoire de Dieu, Éditions A&H 2020,  (ISBN 979-10-95857-73-0).
- Jésus de Nazareth, Éditions A&H 2020,  (ISBN 979-10-95857-74-7).